# Liste des casinos en France
Il y a en France 202 casinos (en 2023), 195 en France Métropolitaine et 7 Outre-mer.
L’article D 321- 13 du code de sécurité intérieure décrit l’ensemble de l’offre des jeux « susceptibles d’être autorisés dans les casinos ». On distingue les jeux de table (roulette, boule, blackjack, poker), leurs formes électroniques et enfin les machines à sous. Les opérateurs de casinos traditionnels et les nouveaux venus sur le marché des jeux d'argent ont depuis lors le vent en poupe, transférant leurs services et produits de jeux d'argent vers l'espace en ligne. Cette évolution dynamique du secteur des jeux d'argent a coïncidé avec l'essor des appareils mobiles.
À Paris, pas de casino, mais des Clubs de jeu. L’offre de jeu dans ces clubs est limitée aux jeux de table, les machines à sous ne sont pas autorisées. Légalement les jeux de casinos et les machines à sous en ligne ne sont pas autorisés en France.

## Métropole

### Auvergne-Rhône-Alpes

#### Ain(01)
- Casino Partouche de Divonne-les-Bains
- Casino Partouche de Hauteville-Lompnes

#### Allier(03)
- Casino Vikings de Bourbon l'Archambault
- Casino Partouche de Vichy Grand Café'
- Casino Tranchant de Néris-les-Bains

#### Ardèche(07)
- Casino de Vals-les-Bains

#### Cantal(15)
- Casino Arevian de Chaudes-Aigues
- Casino Arevian de Vic-sur-Cère

#### Isère(38)
- Casino d'Allevard
- Casino JOA d'Uriage-les-Bains
- Casino de Villard-de-Lans

#### Loire(42)
- Casino de Noiretable
- Casino JOA de Montrond-les-Bains
- Casino Partouche de Saint-Galmier

#### Puy-de-Dôme(63)
- Casino Stelsia de Châtel-Guyon : Casino de Châtel-Guyon
- Casino de La Bourboule : Casino de La Bourboule
- Casino Arevian Le Mont-Dore : Casino du Mont-Dore
- Casino Partouche de Royat : Casino de Royat
- Casino de Saint-Nectaire

#### Métropole de Lyon(69M)
- Casino Partouche « Le Pharaon » de Lyon
- Casino Partouche Pasino Grand La Tour-de-Salvagny

#### Savoie(73)
- Casino de Brides-les-Bains
- Casino « New Castel » de Challes-les-Eaux
- Casino « Le Grand Cercle » d'Aix-les-Bains
- Casino « Poker-Bowl» d'Aix-les-Bains

#### Haute-Savoie(74)
- Casino de Chamonix
- Casino Partouche d'Annemasse
- Casino Imperial Palace de Annecy
- Casino Stelsia de Megève
- Casino d'Évian-les-Bains
- Casino de Saint-Julien-en-Genevois
- Casino de Saint-Gervais-les-Bains

### Bourgogne-Franche-Comté

#### Côte-d'Or(21)
- Casino JOA de Santenay

#### Doubs(25)
- Casino JOA de Besançon

#### Jura(39)
- Casino de Salins-les-Bains
- Casino Joa de Lons-le-Saunier
- Casino Joa de Saint-Laurent-en-Grandvaux

#### Nièvre(58)
- Casino de Pougues-les-Eaux
- Casino de Saint-Honoré-les-Bains

#### Haute-Saône(70)
- Casino Joa de Luxeuil-les-Bains

#### Saône-et-Loire(71)
- Casino Vikings de Bourbon-Lancy

### Bretagne

#### Ille-et-Vilaine(35)
- Casino Barrière de Dinard
- Casino Barrière de Saint-Malo

#### Côtes-d'Armor(22)
- Casino "Kasino",  Sables-d'Or-les-Pins à Fréhel
- Casino Partouche de Pléneuf-Val-André "La Rotonde"
- Casino "Kasino" de Perros-Guirec
- Casino "Kasino" de Saint-Quay-Portrieux

#### Finistère(29)
- Casino Barrière de Bénodet
- Casino Partouche de Plouescat
- Casino Tranchant de Roscoff

#### Morbihan(56)
- Casino Circus de Carnac
- Casino Joa de Port du Crouesty
- Casino "Kasino" de Quiberon
- Casino "Kasino" de Larmor-Plage
- Casino "Kasino" de Vannes

### Corse
- Casino d'Ajaccio

### Grand Est

#### Marne(51)
- Casino JOA de Giffaumont-Champaubert (casino du Lac de Der)

#### Haute-Marne(52)
- Casino JOA de Bourbonne-les-Bains

#### Moselle(57)
- Seven Casino de Amnéville

#### Vosges(88)
- Casino Partouche Contrexéville
- Casino Partouche de Plombières-les-Bains
- Casino Vikings de Bussang
- Casino JOA de Gérardmer
- Casino Vikings de Vittel

#### Collectivité européenne d'Alsace

##### Bas-Rhin(67)
- Casino Barrière de Niederbronn-les-Bains

##### Haut-Rhin(68)
- Casino Barrière de Ribeauvillé
- Casino Barrière de Blotzheim

### Hauts-de-France

#### Pas-de-Calais(62)
- Casino Partouche de Berck : Casino de Berck
- Casino Golden Palace de Boulogne-sur-Mer : Casino de Boulogne-sur-Mer (le seul du groupe en France)
- Casino Partouche de Calais : Casino de Calais "Le Touquet's"
- Casino Partouche Le Touquet-Paris-Plage : "Les 4 saisons" : Casino du Touquet
- Casino Barrière Le Touquet-Paris-Plage : "Le Palais" : Casino du Touquet

#### Nord(59)
- Casino Tranchant de Dunkerque
- Casino Barrière de Lille
- Casino Partouche "PASINO" de Saint-Amand-les-Eaux

#### Somme(80)
- Casino de Cayeux-sur-Mer
- Casino de Mers-les-Bains
- Casino Vikings de Fort-Mahon-Plage

### Île-de-France

#### Val-d'Oise(95)
- Casino Barrière d'Enghien-les-Bains

### Normandie

#### Calvados(14)
- Casino Tranchant de Villers-sur-Mer
- Casino Partouche « Le Kaz » de Cabourg
- Casino Barrière de Deauville
- Casino Vikings de Houlgate
- Casino Tranchant de Luc-sur-Mer
- Casino Barrière de Ouistreham
- Casino Barrière de Trouville-sur-Mer
- Casino Joa de Saint-Aubin-sur-Mer

#### Manche(50)
- Casino Stelsia de Granville
- Casino Cogit de Cherbourg
- Casino Joa de Saint-Pair-sur-Mer
- Casino Partouche de Agon-Coutainville

#### Orne(61)
- Casino Joa de Bagnoles-de-l'Orne

#### Seine-Maritime(76)
- Casino Partouche de Dieppe
- Casino Joa d'Étretat
- Casino Partouche de Forges-les-Eaux
- Pasino Le Havre
- Casino Joa Le Tréport
- Casino Joa de Fécamp
- Casino de Saint-Valery-en-Caux
- Casino Tranchant de Yport
- Casino de Veulettes-sur-Mer

### Nouvelle-Aquitaine

#### Charente-Maritime(17)
- Casino JOA de Chatelaillon-Plage
- Casino JOA de Fouras
- Casino de Jonzac
- Casino Barrière de La Rochelle
- Casino Partouche de La Tremblade
- Casino Barrière de Royan
- Casino de Saint-Trojan-les-Bains

#### Vienne(86)
- Casino Partouche de La Roche-Posay

#### Creuse(23)
- Casino Partouche d'Évaux-les-Bains

#### Pyrénées-Atlantiques(64)
- Casino Barrière de Biarritz
- Casino Joa de Saint-Jean-de-Luz
- Casino Partouche de Salies-de-Béarn
- Casino Tranchant de Pau
- Casino Sokoburu de Hendaye

#### Gironde(33)
- Casino Barrière de Bordeaux
- Casino Joa de Gujan-Mestras
- Casino Cogit de Lacanau-Océan
- Casino Partouche « Le Miami » d'Andernos
- Casino de Soulac-sur-Mer (indépendant)
- Casino Partouche d'Arcachon

#### Landes(40)
- Casino de Dax : Atrium Casino
- Casino de Soorts-Hossegor : Sporting Casino
- Casino Joa de Saint-Paul-lès-Dax
- Casino de Biscarrosse-Plage
- Casino de Capbreton
- Casino Stelsia de Mimizan

#### Lot-et-Garonne(47)
- Casino de Casteljaloux

### Occitanie

#### Ariège(09)
- Casino Joa d'Ax-les-Thermes

#### Aude(11)
- Casino d'Alet-les-Bains
- Casino Circus de Leucate
- Casino Stelsia de Gruissan
- Casino Stelsia de Port-la-Nouvelle

#### Aveyron(12)
- Casino de Cransac-les-Thermes

#### Gard(30)
- Casino d'Allègre-les-Fumades
- Casino Flamingo Le Grau-du-Roi

#### Haute-Garonne(31)
- Casino Barrière de Toulouse
- Casino Vikings Barbazan
- Casino Omnium de Salies-du-Salat
- Casino de Bagnères-de-Luchon

#### Gers(32)
- Casino de Lectoure
- Casino de Barbotan-les-Thermes
- Casino Vikings de Castéra-Verduzan

#### Hérault(34)
- Casino Barrière du Cap-d'Agde
- Casino de Balaruc-les-Bains
- Casino de Sète
- Casino de Valras-Plage
- Casino Partouche de La Grande-Motte
- Casino Partouche de Palavas-les-Flots
- Casino de Lamalou-les-Bains

#### Lot(46)
- Casino Arevian d'Alvignac

#### Hautes-Pyrénées(65)
- Casino de Bagnères-de-Bigorre
- Casino d'Argelès-Gazost
- Casino de Capvern

#### Pyrénées-Orientales(66)
- Casino d'Amélie-les-Bains-Palalda
- Casino Joa d'Argelès-sur-Mer
- Casino Joa Boulou
- Casino Joa de Canet-en-Roussillon
- Casino Stelsia de Collioure
- Casino Joa de Saint-Cyprien
- Casino de Vernet-les-Bains
- Casino de Font-Romeu-Odeillo-Via

#### Tarn(81)
- Casino de Lacaune

### Pays de la Loire

#### Loire-Atlantique(44)
- Casino Barrière de La Baule-Escoublac
- Les Casinos de Pornic
- Casino Partouche de Pornichet
- Casino JOA de Saint-Brevin-les-Pins

#### Vendée(85)
- Casino des Dunes de La Faute-sur-Mer
- Casino Joa "Les Pins" Les Sables-d'Olonne
- Casino Viking "Les Atlantes" Les Sables-d'Olonne
- Casino de Saint-Gilles-Croix-de-Vie
- Casino Joa de Saint-Jean-de-Monts

### Provence-Alpes-Côte d'Azur

#### Var(83)
- Casino Partouche de Bandol
- Casino Barrière de Sainte-Maxime
- Casino Barrière de Saint-Raphaël (Var)
- Casino de Cavalaire-sur-Mer
- Casino Partouche d'Hyères
- Casino Vikings de Fréjus
- Casino Joa de La Seyne-sur-Mer (Les Sablettes jusqu'en décembre 2015 ; nouveau casino du centre ville ensuite)
- Casino Vikings de Sanary-sur-Mer

#### Hautes-Alpes(05)
- Casino Circus de Briançon

#### Alpes-Maritimes(06)
- Casino de Grasse : Casino Victoria
- Casino de Cagnes-sur-Mer
- Casino JOA de Mandelieu-la-Napoule : Royal Casino
- Casino Partouche de Cannes : Le 3/14
- Casino Barrière de Cannes : Les Princes
- Casino Barrière de Cannes : Croisette
- Casino Partouche de Juan-les-Pins
- Casino Joa d'Antibes : La Siesta
- Casino Barrière de Nice : Le Ruhl
- Casino Partouche de Nice : Palais de la Méditerranée
- Casino Barrière de Menton
- Casino de Beaulieu-sur-Mer

#### Bouches-du-Rhône(13)
- Casino Partouche de La Ciotat
- Casino Partouche d'Aix-en-Provence
- Casino Barrière de Cassis
- Casino Barrière de Carry-le-Rouet

#### Alpes-de-Haute-Provence(04)
- Casino Partouche de Gréoux-les-Bains

## Outre-mer

### Guadeloupe
- Casino Cogit Le Gosier
- Casino Cogit Saint-François

### Martinique
- Casino Cogit Les Trois-Îlets
- Casino Cogit Batelière Plaza de Schœlcher

### La Réunion
- Casino de Saint-Denis
- Casino de Saint-Gilles
- Casino du Sud à Saint-Pierre